# Puntos de vista feministas sobre el BDSM
Los puntos de vista feministas sobre el BDSM varían ampliamente, yendo desde la aceptación hasta el rechazo. El BDSM se refiere al bondage y la disciplina, la dominación y sumisión, y el sadomasoquismo. Para evaluar la percepción sobre estas prácticas y estilo de vida desde una perspectiva feminista, se comparan dos marcos polarizadores. Algunas feministas, por ejemplo Gayle Rubin o Patrick Califia, perciben al BDSM como una forma válida de expresión de la sexualidad femenina, en tanto que otras feministas, como Andrea Dworkin o Susan Griffin, han declarado que consideran al BDSM como una forma de violencia contra la mujer.  A la vez, algunas feministas lesbianas practican el BDSM y lo consideran parte de su identidad sexual. 
La relación histórica entre feministas y practicantes del BDSM ha sido controversial. Las dos posturas más extremas reflejan a quienes creen que el feminismo y el BDSM son creencias mutuamente excluyentes, y a quienes creen que las prácticas del BDSM son una expresión fundamental de la libertad sexual. Gran parte de la controversia es un remanente de las llamadas guerras del sexo feministas (debates reñidos sobre asuntos sexuales) y del debate entre feministas anti-pornografía y feministas pro-pornografía.

## Historia

### Década de 1970
Muchas divisiones diferentes dentro del movimiento feminista aparecieron en la década de 1970. Como lo señala Andrew McBride, «Durante los años 70, gran parte del discurso en el movimiento feminista estuvo dominado por discusiones sobre feminismo lésbico. Hacia el final de la década, no obstante, las conversaciones dentro del feminismo empezaron a enfocarse en un nuevo asunto: la sexualidad. Esto incluyó sexualidad de todos los tipos, y no solamente sexualidad lésbica. En los debates y discusiones se incluyeron la heterosexualidad, la pornografía, el sadomasoquismo, los roles de butch/femme y el trabajo sexual». Tanto el grupo de feministas lesbianas Lavender Menace, con su concepto de la mujer identificada con la mujer, como el grupo feminista Mujeres contra la violencia en la pornografía y los medios, creían firmemente que la participación en juegos de BDSM era contradictoria con ser feminista. En contraste, Samois, un grupo BDSM de lesbianas con sede en San Francisco, sostenía que era posible para las feministas practicar el BDSM sin ser hipócritas.

### Década de 1980
Durante la década de 1980, tal «guerra de los sexos» continuó y atrajo la atención de varios académicos y académicas que intentaron analizar la razón por la cual había ocurrido tal división. Ardill y O'Sullivan sugirieron que la historia podía entenderse utilizando como ejemplo el conflicto en el London Lesbian and Gay Centre (Centro lésbico y gay de Londres), que versó sobre si debía permitírsele a lesbianas sadomasoquistas usar el centro, y que resultó en que se les prohibiera la entrada duante cinco años. Conflictos similares fueron continuaciones de los asuntos debatidos en la década de 1970. El grupo de información y soporte Lesbian Sex Mafia, fundado por Dorothy Allison, apareció en Nueva York defendiendo feminismo prosexo y promoviendo la idea de que todas las mujeres tenían derecho a explorar su sexualidad de la manera que consideraran adecuada. La controversial Conferencia Barnard sobre Sexualidad de 1982, que llamó la atención de académicas feministas sobre estos temas, es considerada a menudo como el lanzamiento oficial de las «guerras del sexo feministas».

### Década de 1990
En la década de 1990, académicas feministas siguieron investigando y aplicando diferentes marcos académicos feministas a las cuestiones de la sexualidad y el BDSM en un esfuerzo por hallar una manera de cerrar la brecha entre los dos grupos. Por ejemplo, Patrick D. Hopkins, en 1994 aplicó análisis crítico a las perspectivas feministas en contra de actos sadomasoquistas. Hopkins analizó cada argumento presentado en contra de la práctica femenina del BDSM presentando una respuesta desde un marco feminista. En últimas, señala que el problema no es tan concreto como las feministas han tratado de pintarlo y que era recomendable qu examinaran los conceptos con mayor detalle. En 1995, Teresa Hornsby también aplicó marcos feministas al asunto del BDSM y concluyó que los dos no eran contradictorios. Hornsby fue más allá, examinando si la violencia en sí misma era o no una actividad solamente masculina.

### Década de 2000
Tras el 2000, avances tecnológicos abrieron el mundo a más personas y el BDSM comenzó a aparecer cada vez más en la cultura popular. Maneesha Deckha aplicó un enfoque feminista poscolonial en el que sugiere tratar al BDSM como práctica cultural como un medio para poner fin a la división entre feministas y practicantes de BDSM. Llegó a la conclusión, de manera similar que ocurrió en la década de 1990, de que tal vez era necesaria una mirada más profunda para determinar si los puntos de vista feministas sobre el BDSM siguen siendo válidos una vez se hace un escrutinio más detenido. Además, Deckha analizó los conceptos de consentimiento y la legalidad del BDSM, abordando de manera específica la cuestión de si las mujeres podían o no dar consentimiento y si las actividades BDSM debían ser reguladas en el contexto de violencia o el contexto de sexualidad. Uno de los puntos que plantea es el de que, si se elaborara legislación en el contexto de regularlas en torno al sexo, ¿no se le estaría simplemente dando al patriarcado, entonces, un mayor control sobre la expresión de la identidad sexual de las mujeres?

### Perspectivas feministas actuales
Los perspectivas u opiniones feministas actuales sobre las prácticas BDSM siguen siendo controvertidas y discrepantes entre sí. Algunas feministas ven el sadomasoquismo como una expresión feminista ideal de la libertad sexual, mientras que otras feministas afirman que el BDSM, y más particularmente el sadomasoquismo, refuerzan el patriarcado y que tales prácticas son contradictorias con el feminismo. Feministas que ven el BDSM como contradictorio con el feminismo suelen creer asimismo que las mujeres que practican BDSM, y en particular aquellas que juegan un rol sumiso en ellas, han sido inducidas por estructuras sexistas de poder a creer que disfrutan tales actos. Esta perspectiva feminista argumenta que quienes disfrutan jugando un rol de sumisión en la intimidad solo lo disfrutan porque les han hecho creer que es lo que se espera de ellas y que deberían disfrutarlo. De acuerdo con esta perspectiva, si estas personas, particularmente mujeres, pudieran explorar sus deseos sexuales sin la influencia de una estructura de poder sexista, llegarían a conclusiones enormemente diferentes acerca de qué es lo que disfrutan.

### Perspectivas sobre el BDSM lésbico
El SM lésbico (Sadismo, Sumisión, Masoquismo) ha sido problemático en el análisis de perspectivas feministas sobre el BDSM, especialmente en lo que respecta a si las lesbianas están recreando o no estructuras patriarcales. Muchas académicas críticas no abordan siquiera la idea del BDSM lésbico. Maneesha Deckha en su artículo, «Dolor, placer y mujeres que dan su consentimiento: Explorando las respuestas feministas al S/M y su regulación legal en Canadá a través de La pianista de Jelinek», admitió que cubrir el BDSM lésbico hizo que sus teorías fueran demasiado enrevesadas para ser vistas». Tal borrado de las lesbianas ha sido bastante común en el feminismo de segunda y tercera ola, en tanto la identidad lésbica se ha subsumido frecuentemente en la identidad feminista. Calhoun explica este concepto en «El armario de género: Desaparición de lesbianas bajo el signo de 'mujeres'». Algunas, como Deckha, creen que si bien las lesbianas ciertamente practican el BDSM, lo hacen en un esfuerzo por simplemente recrear la estructura de poder patriarcal en el resto de la sociedad. Ya sea a través del intercambio de poder en la dominación y sumisión, o de la dinámica butch/femme, lesbianas que interactúan de esta manera se están convenciendo a sí mismas de que se encuentran fuera del patriarcado, cuando en realidad lo están reforzando porque su sexualidad está atrapada dentro de la estructura patriarcal, y no puede haber verdadero consentimiento.
Otras, como Hornsby, creen que las lesbianas pueden de hecho practicar BDSM sin recrear sistemas patriarcales en tanto ya se han declarado a sí mismas fuera de aquellos sistemas.

### Practicantes del BDSM
La escritora feminista Clarisse Thorn publicó un libro en 2012 llamado The S&M Feminist (La feminista S&M), en el que discute a menudo sus experiencias personales. La antología feminista de alto perfil Yes Means Yes (Sí significa sí), publicada en 2008, también incluyó un ensayo sobre el BDSM y el feminismo de Stacey May Fowles.
Jessica Wakeman escribió sobre su experiencia personal en actividades de SM en una entrevista después de que se publicara su artículo First Time For Everything: Getting Spanked(Una primera vez para todo: Recibiendo una azotaina) en 2009. Al momento de la entrevista en octubre de 2010, Wakeman había estado escribiendo durante unos ocho años sobre asuntos feministas, entre ellos el feminismo y la crítica de los medios, el feminismo y la política, y el feminismo y el sexo, y se consideraba una feminista bastante activa.
Wakeman discutió cómo era posible para ella disfrutar de los juegos de azotes y de ser dominada y seguir siendo feminista. Discutió cómo el juego de azotes o nalgadas es un fetiche y no es diferente de otros fetiches que tienen las personas, incluso a pesar de que implica ser golpeado por la propia pareja. Comentó asimismo que era importante recordar que cuando una persona está metido en el juego BDSM, como las nalgadas, en tanto sea cierto que el juego BDSM haya sido discutido por ambas partes y que cualquiera de los dos esté en capacidad de detener el juego en cualquier momento con una palabra de seguridad, o una frase o acción de seguridad. Además, una relación abusiva física o emocionalmente real no es segura ni consensuada como lo es el juego BDSM. Existe, afirma, una diferencia entre lo que sucede en la intimidad y lo que sucede en la vida real. Wakeman afirmó que era capaz de disfrutar cosas en el contexto del sexo o el coqueteo que no le gustaría que ocurrieran en su vida cotidiana.
Como otras practicantes feministas del BDSM, Wakeman ha rechazado el argumento de que a las mujeres se les enseña lo que deben disfrutar y que son inducidas a ser sumisas por una estructura de poder sexista dominante. Al interior de las comunidades BDSM, se dice a menudo que los practicantes sumisos son los verdaderos dominadores, en tanto tienen el control final sobre la situación con una palabra de seguridad.

## Figuras principales
Algunas feministas practican el BDSM y lo consideran parte de su identidad sexual.

### Patrick Califia
Patrick Califia concibe el BDSM como una forma válida de expresión de la sexualidad femenina.

### Andrea Dworkin
Andrea Dworkin ha escrito sobre el asunto y considera al BDSM como una forma de violencia misógina.

### Susan Griffin
Como Dworkin, Susan Griffin se opone a la práctica del BDSM.

### Gayle Rubin
Gayle Rubin es una antropóloga cultural estadounidense, conocida particularmente como activista y teórica de la política sexual y de género. Ha escrito sobre una variedad de temas incluyendo feminismo, sadomasoquismo, prostitución, pedofilia, pornografía y literatura lésbica, así como estudios antropológicos e historias de subculturas sexuales.
El ensayo de Rubin de 1984 «Thinking Sex» (Juego de palabras que pude traducirse a la vez como Pensando el sexo o Sexo pensante) es ampliamente considerado como un texto fundacional de estudios de género y teoría queer. En 2009, la Universidad de Pensilvania organizó una conferencia en estudios de género y sexualidad sobre el «estado del campo» titulada «Rethinking sex» (Repensando el sexo) en reconocimiento al vigésimo quinto aniversario del ensayo de Rubin. Rubin fue una conferencista destacada en la conferencia, donde presentó «Blood under the Bridge: Reflections on 'Thinking Sex'» ante una audiencia de casi ochocientas personas. En 2011, GLQ: A Journal of Lesbian and Gay Studies publicó un volumen especial, también titulado «Rethinking Sex», presentando trabajo originado en esta conferencia e incluyendo el artículo de Rubin «Blood under the Bridge: Reflections on 'Thinking Sex'».
En 1978, Rubin, junto con Patrick Califia y otras, fundaron el primer grupo de lesbianas BDSM en los Estados Unidos, Samois. Rubin se convirtió en una destacada feminista prosexo en las guerras del sexo feministas de finales de los años setenta y ochenta.